# Petr z Prachatic

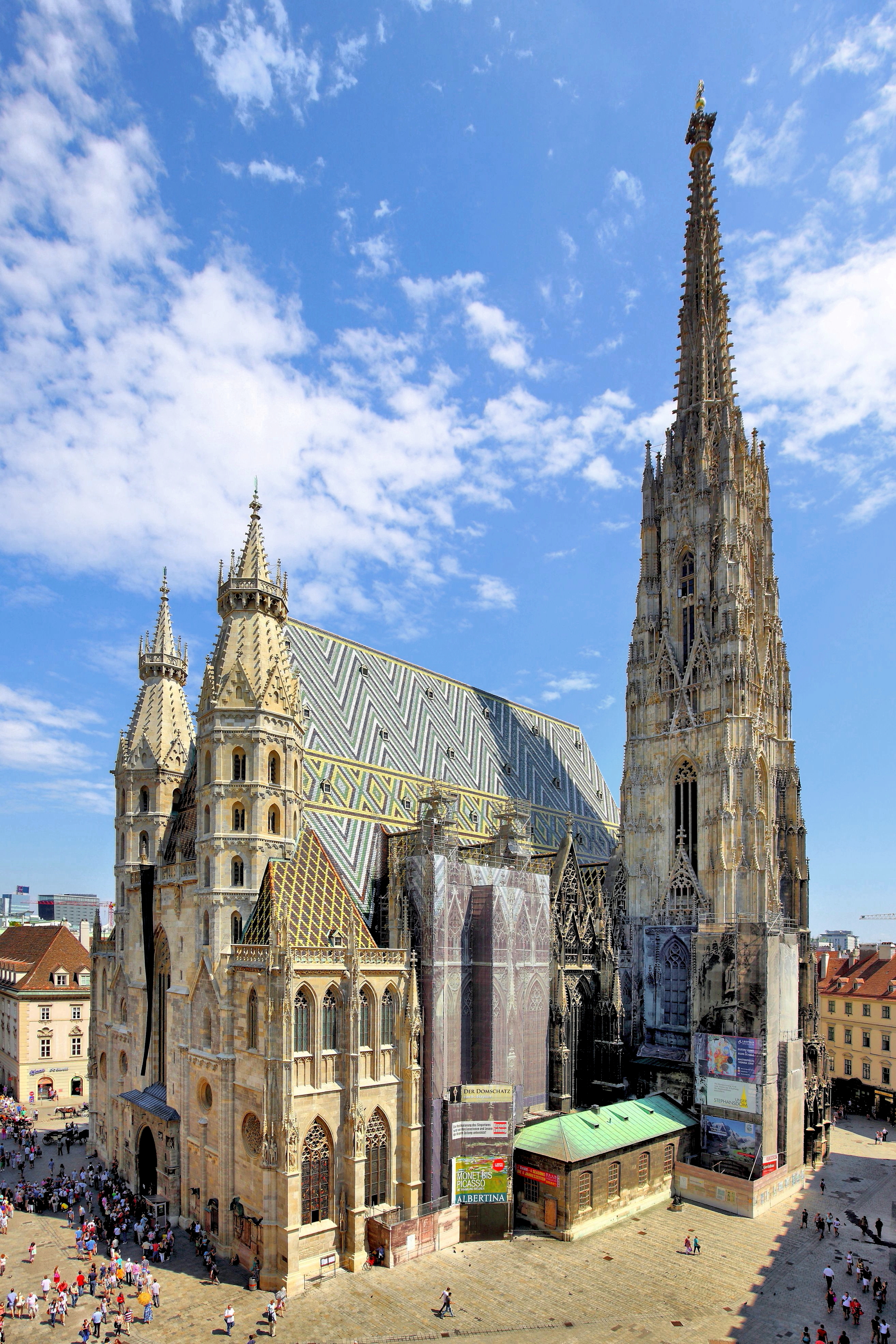
Vídeňská katedrála, jejímž stavbyvedoucím byl v letech 1404–1429

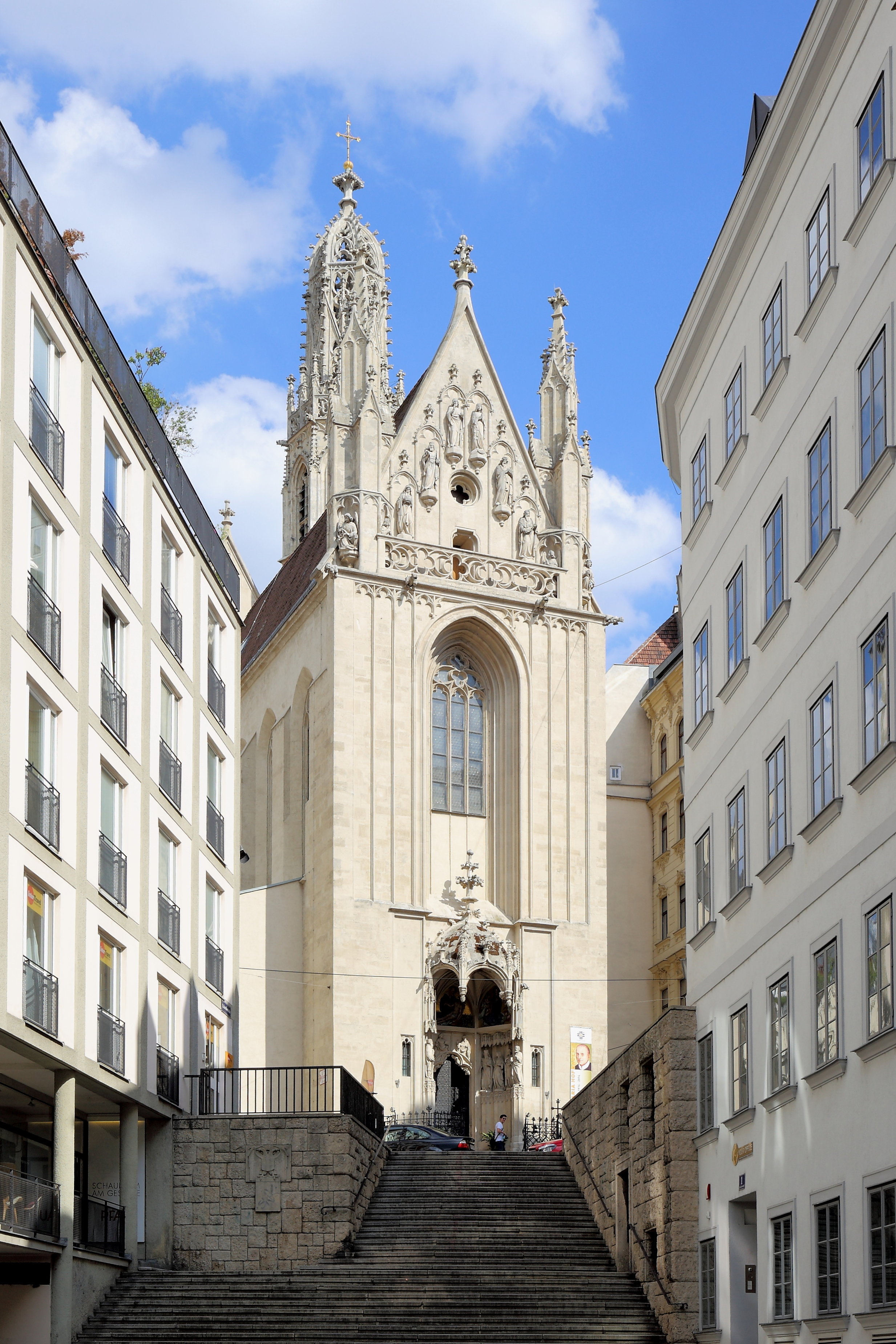
Maria am Gestade

Petr z Prachatic († únor 1429, Vídeň; německy Peter von Prachatitz) byl česko-rakouský stavitel, architekt a kameník patřící k parléřovské huti. Působil v Praze a ve Vídni. Je mu připisováno autorství západního průčelí vídeňského kostela Maria am Gestade a některých částí svatoštěpánské katedrály.

## Život
Vyučil se v Parléřově huti na stavbě katedrály sv. Víta v Praze, kde také vstoupil do profesního cechu sv. Lukáše. Po roce 1400 přišel do Vídně jako jeden ze žáků Petra Parléře, zvaných Panicové z Prahy (Die Junker von Prag),  na stavbu vídeňské katedrály. Tam pracoval nejdříve pod vedením stavitele Václava Parléře, syna Petra Parléře. Když po jeho smrti v roce 1404 převzal vedení stavby, upravil projekt na konstrukci rozestavěné jižní věže tak, aby se po patrech postupně zužovala a dosáhla tak větší výšky (po dokončení měřila 134,5 metru). V roce 1426 začal ubourávat románskou hlavní loď kostela a pod jeho vedením byl stavěny zdi nové hlavní lodi. Dokončení jižní věže se už nedožil, zemřel ve Vídni mezi 5. a 19. únorem 1429. Jižní věž roku 1433 dokončil jeho nástupce Jan z Prachatic (o jejich případném příbuzenství lze pouze spekulovat, prameny o tom mlčí).
Pravděpodobně z Prahy do Vídně přinesl typ vysokého okna s hlubokým ostěním a kružby s vykrojenými plaménky. Tyto motivy se v Praze uplatnily ve spodních partiích věže svatovítské katedrály nebo na průčelním okně Týnského chrámu. Petr z Prachatic je ve Vídni použil jak na Svatoštěpánské katedrále, tak na západní fasádě kostela Maria am Gestade.